# 长河坝水电站
长河坝水电站是位于中国四川省甘孜藏族自治州康定市附近大渡河上的水电站，被列为西部大开发重点工程和四川省重点工程。截止2017年全部机组投产发电时，该项目是中国年度发电单机容量最大的机组、深厚覆盖层上的世界在建最高堤坝。
该电站共4台机组，总装机2600兆瓦，拦河大坝坝高240米，水库总库容为10.75亿立方米。水电站于2016年12月31日并网发电。截至2020年8月底，累计发电275.2亿千瓦时。
该项目总投资219亿元人民币，由中国电力建设集团所属成都院勘测设计，由水电五局、水电七局、水电十四局等单位负责土建主体施工，水电五局负责安装调试。
长河坝水电站是大渡河干流“三库22级”规划中的第10级电站，上游为猴子岩水电站，下游为黄金坪水电站。

## 历史
长河坝水电站工程于2005年2月通过预可行性研究设计报告审查，2007年11月通过可行性研究设计报告审查。
电站导流洞工程施工于2005年8月开始。2010年11月，项目通过国家发展改革委的批准。2013年4月，机电安装工程正式开工。
2016年9月28日，工程通过蓄水验收。同年12月1日，首台机组投产发电。
2017年1月，水电站的四台机组全部完成并网发电。